# 人造人100
《人造人100》（日语：人造人間100）是日本漫畫家江之島大輔創作的黑暗奇幻少年漫畫。自《週刊少年Jump》2023年1號起開始連載，至2023年40號連載結束。描述全家遭人造人殺害的少年與最強的人造人No.100簽訂契約，兩人一同消滅世界上所有人造人的復仇故事。
本作為江之島大輔的初次連載作品，原型為刊登於《週刊少年Jump》2021年46號的第15屆金未來杯得獎短篇，得獎後於隔年連載化。

## 故事大綱
曾經有位博士將「理想的人類」作為目標，打造出一具又一具的人造人，而無論哪個作品都與博士心目中的理想人類相去甚遠，最終在第100具人造人誕生的那天，博士死了。殘存的人造人為了成為博士心目中的「理想人類」，開始狩獵人類並將優質的肉體零件拼接到自己身上。在那之後人造人襲擊了擁有不老長壽肉體的八百一族，八百一族幾乎滿門死絕，只有年紀最小的八百馬醉木因與人造人No.100簽訂契約而倖存。
作為型號最新、性能最強的人造人，人造人No.100與八百馬醉木簽訂了復仇契約：只要No.100幫助馬醉木殺光世界上所有的人造人，在馬醉木的肉體長大成人以後，馬醉木就會將肉體轉讓給她使用。於是少年與人造人踏上了復仇之旅，但即使它們一同並肩作戰、度過無數個生死關頭，人造人No.100本質上依舊是與人類互不相容的怪物。

## 登場人物
以下為有聲漫畫版的聲優。
八百馬醉木（聲：村中知）
擁有不老長壽肉體的八百一族的最後倖存者，14歲的少年。所有家人都被人造人殺害、死在自己眼前。與No.100約定等到4年後自己成年時，只要對方已消滅所有人造人，自己便會將成熟的肉體轉讓給她。
談吐有禮、性格良善、因滅門事件的刺激而顯得思想異常早熟。為了不讓其他人遭遇到與自己相同的經驗，向100號獻上自己的身體，希望人造人從這個世界上消失。
擁有強烈的自我犧牲傾向，由於身體的自我治癒能力異於常人，擅長透過自殘的方式來吸引人造人，之後更鍛鍊出以自殘為前提的戰鬥方式。畢竟會替自己傷心的人已經全部不在了，認為即使自己這麼做也沒有問題。
在最終戰中透過No.100的火焰纏身擊敗了No.99，但自己卻也因為過度燒傷而失去了所謂的完美肉體，進而使得與No.100之間的契約作廢。最終順利長大成人，偶爾仍會為No.100的死感到悲傷。
人造人No.100（聲：日笠陽子）
被認為最接近「理想人類」、最後且最強的人造人。有著巨乳、體格高大的金髮女性外表。為了得到馬醉木成年後的肉體，與其約定會幫助他消滅世界上所有人造人。
非常重視馬醉木的成長發育，總是跟在馬醉木身邊照顧他，對於馬醉木的自殘行為感到心痛（因為那是將來預定會轉讓給自己的肉體）。認為壓力有害小孩的成長，在馬醉木面前總是表現出開朗而少根筋的一面，表情豐富多變，但那只是無法理解人心的人造人在刻意模仿人類而已。實際上對於朝夕相處的馬醉木毫無感情，當馬醉木不在身邊時才會展露出無情的怪物一面。
擁有人體自燃的特殊性能，但並不具備防火能力，故一旦使用人體自燃自己的身體也會被燒爛。跟其餘人造人不同，由於出生時便已接近完成，從來沒有狩獵人類並更換過自己的肉體零件。雖然其實力能夠輕易打倒所有的人造人，但由於失去No.1便無法縫合肉體，向馬醉木隱瞞了自己無法對No.1下手的事實。
最終得知「理想的人類」的真相，為了成為理想的人類，模仿了馬醉木的自我犧牲行為，抱著No.1一同從高塔跳下同歸於盡。在死前的那瞬間彷彿看到了成為「理想的人類」的自己。
人造人No.1
最初且最弱的人造人，渾身纏滿繃帶、擁有身披白袍的無邪男孩外表。由於長期擔任博士的助手，是現今唯一掌握人造人技術的個體，也因此被所有人造人依賴著。只要No.1不存在了，所有的人造人便會因為無法縫合肉體而失去襲擊人類的意義。
作為人造人，同樣受到「理想的人類」這一夢想束縛，但方法並不是改造自己的肉體，而是像博士那樣以打造出完美的人造人為目標。為了此一目標而打算入手八百馬醉木這個優質素材，但認為在旁邊擔任保鑣的No.100很礙事。最終在No.99和馬醉木兩敗俱傷後，從No.100口中得知了「理想的人類」的真相，並遭到No.100殺害。
博士（聲：常盤昌平）
100具人造人的製作者，追求「理想的人類」的瘋狂科學家。在製作出No.100的那一天死去。
原為某國的殺人兵器研究者，性格自私自利，在祖國敗戰後逃亡到一座小島上，受到當地島民的幫助，並為這群島民「願意為了他人而自我獻身」的精神深受震撼，有生以來第一次感受到自己的醜惡，並開始憧憬起這樣的人。然而在那之後，所有島民都在戰爭中被殺死。他開始蒐集島民的屍體，將保持完好的部位縫合起來，希望復活這些「理想的人類」，但製作出來的卻是與生前的島民性格大相逕庭的怪物「人造人」。
根據No.1提出的理論，作品的製作者只能將自己擁有的東西灌輸到作品裡面。由於身為性格缺陷者的博士並不具備「自我獻身」的精神，故無論製作再多具人造人，也不可能打造出他心目中的「理想的人類」。
芽葺絢子
反人造人組織「盜墓防籠」（モートセーフ）的四星隊員，修習劍道的女劍士，實力約相當於編號60到80號的人造人。擁有視力的特化能力，在盜墓防籠中擔任教官，負責教導新人戰鬥。
楚楚可憐的外貌與婉約的談吐讓馬醉木對她一見鍾情，但本人很討厭「自我獻身傾向的人」，所以馬上就回絕了馬醉木。性格表裏不一，是即使討厭對方也會笑著說出反話的類型。
在某場戰鬥中，即使知道對手當中有特化過擬態能力的人造人，卻還是在揮劍時產生猶豫，進而受到致命傷。直到死前才察覺到，自己也是自己所討厭的「自我獻身傾向的人」。在臨死前要求馬醉木找到活下去的方法，不要以自我犧牲為前提去戰鬥。
人造人No.99
最強等級的人造人之一，在故事開始時已被「盜墓防籠」擊殺，其作為人造人的核心被留了下來，用於激發盜墓防籠隊員們的潛在能力，馬醉木的超速自癒能力便是在碰觸No.99的核心後覺醒。
在盜墓防籠本部襲擊事件中，核心遭No.1奪回。之後No.1就以此核心為基礎，模仿博士打造出一具全新的「人造人No.99」，但新生的No.99卻是個不會說話、只透過野性直覺來行動的怪物。根據No.1提出的理論，作品的製作者只能將自己擁有的東西灌輸到作品裡面。由於No.1比起博士更加缺乏人性，故由No.1所打造出的No.99成為了完全喪失人性的野獸。
其被賦予的特殊性能為「冰核活性細菌病原體」，能將皮膚碰觸到的對象結凍，曾一度用冰擊敗了No.100，但最終被纏繞火焰的馬醉木擊殺。

## 出版書籍
| 卷數 | 集英社 | 集英社        | 集英社                 |
| 卷數 | 副標題 | 發售日期      | ISBN                   |
| ---- | ------ | ------------- | ---------------------- |
| 1    |        | 2023年4月4日  | ISBN 978-4-08-883455-9 |
| 2    |        | 2023年6月2日  | ISBN 978-4-08-883552-5 |
| 3    |        | 2023年9月4日  | ISBN 978-4-08-883632-4 |
| 4    |        | 2023年11月2日 | ISBN 978-4-08-883688-1 |
| 5    |        | 2023年11月2日 | ISBN 978-4-08-883736-9 |

## 外部連結
- 集英社《週刊少年Jump》官方網站